# Parathesis revoluta
Parathesis revoluta là một loài thực vật có hoa trong họ Anh thảo. Loài này được Kunth mô tả khoa học đầu tiên.